# 六合镇站
六合镇站是位于黑龙江省讷河市六合镇的一个铁路车站，有富西铁路经过该站，距离富裕站66公里。车站隶属中国铁路哈尔滨局集团，现办理客货运业务，是四等站。
车站建于1933年，原名六合站，2004年5月1日更名为六合镇站。